# Maarty Leunen
Maarten Arthur « Maarty » Leunen né le 3 septembre 1985 à Vancouver dans l'État de Washington, est un joueur américain de basket-ball.